# Mapa de la lengua

El mito del mapa gustativo; 1 sabores amargos, 2 sabores ácidos, 3 sabores salados, y 4 sabores dulces.

El mapa de la lengua o mapa gustativo que se basa en la creencia de que cada una de las distintas secciones de la lengua está especializada en un tipo diferente de cada uno de los sabores básicos. Esto se ilustra con un esquema gráfico de la lengua, con algunas partes de ésta etiquetadas para cada gusto. A pesar de que la idea sigue vigente en escuelas y algunos libros de texto, ésta se debió a un error al interpretar el artículo de investigación original, y fue refutada a partir de investigaciones posteriores. Todas las sensaciones gustativas provienen de todas las regiones de la lengua, y el diagrama en realidad representa que algunas partes tienen una sensibilidad ligeramente mayor a ciertos sabores.

## Historia
La teoría detrás de esta representación gráfica, se originó a partir de un artículo escrito por el psicólogo de Harvard Edwin G. Boring, que es una traducción del documento alemán: Zur Psychophysik des Geschmackssinnes, el cual fue escrito en 1901. La representación poco clara de los datos en el documento anterior sugiere que cada parte de la lengua detecta un sabor básico distinto e independiente de las demás regiones.
En realidad, el documento mostró pequeñas diferencias en los niveles de detección de sabor en cada región. Estas diferencias no tuvieron la atención necesaria, provocando que se generalizaran diferentes regiones de la lengua con un sabor, gusto específico.
Así, mientras que algunas regiones de la lengua pueden ser capaces de detectar un sabor antes de que las demás lo hagan, todas las partes son igualmente buenas para transmitir la qualia de todos los gustos. Los límites de sensibilidad, en cada región de la lengua, pueden variar, pero la intensidad de la sensación no.
El mismo artículo incluye un diagrama de las papilas gustativas mostrando el "cinturón del sabor".
En 1974, la científica Virginia Collings investigó el tema de nuevo, confirmando que los diferentes gustos primarios pueden ser detectados a través de todas las regiones de la lengua, siendo la intensidad del sabor detectado, por cada región de la lengua, lo que difiere.

## Cinturón de sabor
El diagrama malinterpretado de 1901, presente en el artículo que provocó este mito, muestra papilas gustativas humanas distribuidas en un "cinturón de sabores" a lo largo de la parte exterior de la lengua.
Antes de esto, A. Hoffmann llegó a la conclusión, en 1875, que el centro dorsal de la lengua humana no tiene prácticamente papilas fungiformes ni papilas gustativas, siendo este el hallazgo que describe.

## Investigación
Cada parte de la lengua incluye receptores para cada uno de los sabores básicos.